# In dubio
In dubio (latin: 'i tvivelsmål' eller 'i tvivelaktigt fall') är en juridisk term, härrörande från romersk rätt. Den åsyftar en oklar situation, exempelvis om en fråga inte reglerats i ett avtal. I många länders lagstiftning finns reglerat vad som skall ske in dubio, det vill säga om inget annat är visat.
Ett klassiskt exempel är principen "man skall in dubio hellre fria än fälla" (latin: in dubio pro reo). I svensk lag finns ett exempel på detta 1 kap. 4 § Tryckfrihetsförordningen).
Ett annat exempel på in dubio är den svenska ärvdabalkens elfte kapitel, som stadgar hur ett testamente skall tolkas om man inte ur testamentets lydelse i sig kan få fram en otvetydig mening.
Ytterligare en annan sådan presumtionsregel är den svenska upphovsrättslagens 40 a §, som stadgar att "upphovsrätten till ett datorprogram, som skapas av en arbetstagare som ett led i hans arbetsuppgifter eller efter instruktioner av arbetsgivaren, övergår till arbetsgivaren, såvida inte något annat har avtalats". In dubio äger sålunda en arbetsgivare rätt till sin arbetstagares datorprogram.
Mer precisa latinska termer är in dubio mitius (vid tvivel det mildare), in dubio pro reo (vid tvivel för den anklagade), in dubio contra fiscum (vid tvivel mot fiskus) samt in dubio pro duriore (vid tvivel det hårdare).